# 토니 모톨라

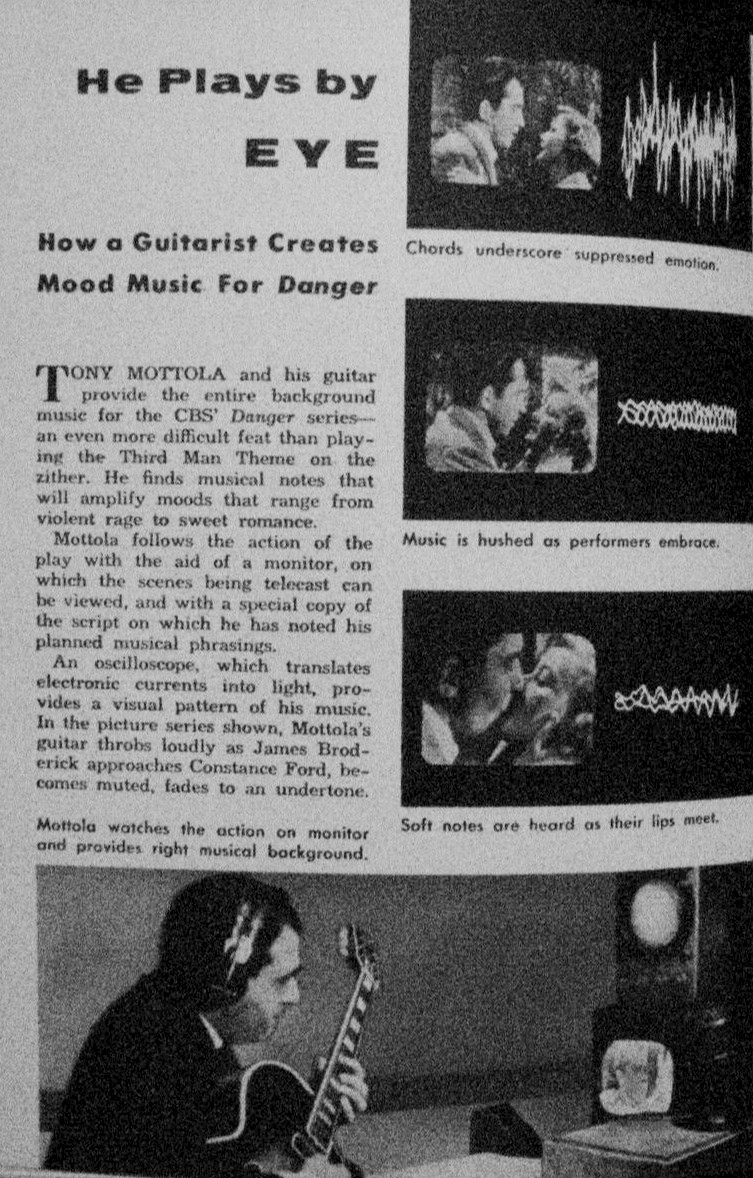
텔레비전 시리즈 Danger (1954년)의 음악 감독 토니 모톨라.

토니 모톨라(Tony Mottola, 1918년 4월 18일 ~ 2004년 8월 9일)는 주로 레코드나 텔레비전 스튜디오에서 활약한 기타 주자이다. 뉴저지주에서 태어났다. 클래식 기타를 배운 뒤 파퓰러 음악계에 데뷔했으며, 스튜디오 음악가로서 활약했다. 가수 페리 코모의 쇼나 레코드에서 훌륭한 연주를 들려주어 각광을 받았다. 자신의 레코드도 많이 만들었으며 로맨틱한 연주가 그의 특질이다.